# Ваккан-Геозеллес, Иоганн Петер Теодор фон
Барон Иоганн Петер Теодор фон Ваккан-Геозеллес (нем. Johann Peter Theodor von Wacquant-Geozelles; 15 мая 1754, Бриг, герцогство Лотарингия — 18 марта 1844, Вена) — австрийский фельдцейхмейстер (1835), дипломат, действительный тайный советник (1813) и действительный камергер (1812).

## Биография
Представитель древней и знатной люксембургской семьи. Военную карьеру начал в сентябре 1771 года, вступив кадетом на службу в армию Австрийских Нидерландов. Позже служил картографом в Нидерландах. В июле 1778 года произведен в лейтенанты, проходил службу в крепости Терезиенштадт.
Во время войны с турками проявил храбрость при осаде Шабача в 1788 году, затем при осаде Белграда в 1789 году, после чего был произведён в капитан-лейтенанты.
После начала Французской революции в феврале 1793 года был переведен в генеральный штаб в чине капитана инженерного корпуса, а в мае того же года произведен в майоры и флигель-адъютанты фельдмаршала принца Саксен-Кобург-Заальфельдского. В этом качестве он принимал участие в осаде Валансьена.
В августе 1795 года он получил звание подполковника генерального штаба австрийской армии на Верхнем Рейне под командованием генерал-фельдмаршала графа фон Вурмзера. Отличился 29 октября 1795 года участвуя в битве при Гильгенберг-ам-Вайльхарте, близ Мангейма, сумев прорвать оборону противника с гренадерским батальоном и заблокировав восемнадцать вражеских орудий, чтобы позже начать обстрел города своей артиллерией. Граф Вурмсер ходатайствовал о награждении Ваккана военным орденом Марии Терезии, но эта просьба, подкрепленная показаниями генералов Функа, Лауэра и Месароша, на тот момент не была принята. 
В 1799 году герцог Вюртембергский наградил Ваккана командорским крестом ордена «За военные заслуги».
Впоследствии Ваккан был назначен командующим военными крепостями Вюрцбург и Ингольштадт, в сентябре 1800 года произведён в полковники и назначен комендантом Бургхаузена. В 1801 году назначен командиром 21-го пехотного полка «Фрейхерр фон Гемминген». В кампании 1805 года отличился в битве при Штекене. После того, заключения перемирия, отвечал за определение демаркационной линии между Табором и Линцем, а также лично вел переговоры с Наполеоном Бонапартом. В апреле 1807 произведён в генерал-майоры, в ноябре того же года был направлен в Браунау для установления контроля над крепостью, покинутой французами.
В 1809 году назначен командиром бригадой 1-го армейского корпуса генерала Беллегарда, с которым участвовал во всех сражениях, происходивших в Баварии. Проявил отвагу в сражении под Асперном, возглавив семь атак против 12 000 французских солдат, потеряв трёх коней под седлом. За героизм на поле боя армейским приказом от 24 мая 1809 года был награждён рыцарским крестом военного ордена Марии Терезии. С теми же отвагою и мужеством сражался затем в битве при Ваграме, где также потерял двух коней.
После заключения мира он был назначен комиссаром по уступке Зальцбурга и Берхтесгадена Баварии. После завершения своих дел он отправился в Галицию в том же качестве, чтобы осуществить уступку западной Галиции Саксонии и Тарнопольского округа России.
В августе 1809 года был произведён в чин фельдмаршал-лейтенанта, а в марте 1810 года стал командиром 62-го пехотного полка, а также получил титул барона.
В 1813 году принимал участие Войне шестой коалиции, участник сражения под Дрезденом, Кульмом и Битве народов.
В сентябре 1813 года император Франц I пожаловал ему звание действительного тайного советника. Когда в декабре 1813 года отношения союзников с Вюртембергом потребовали энергичного посланника в Штутгарт, его отправили туда с чрезвычайными полномочиями. При угрозе вражеской оккупации страны резервной армией великого князя Константина ему удалось уже на следующий день добиться ухода царских войск, в чем ранее было отказано. Затем принял участие в походе во Францию в свите императора Франц I.
После заключения мира ему было поручено регулирование границы с Францией от устья Вара до Мозеля. После возвращения Наполеона с острова Эльбы он был назначен губернатором крепости Майнц, управление которой он передал эрцгерцогу Карлу в апреле 1815 года. Затем он некоторое время оставался в штаб-квартире союзников, пока в июне ему не была поручена блокада Страсбурга. Когда после битвы при Ватерлоо было достигнуто общее прекращение огня, он заключил перемирие на Верхнем Рейне с французским генерал-лейтенантом Раппом. 
Когда возникли разногласия по поводу провинций, которые должны были быть переданы от Баварии Австрии, Ваккан был отправлен в Мюнхен, чтобы выступить посредником для разрешения этих разногласий. Его умелые переговоры завершились подписанием 14 апреля 1816 года трактата, урегулировавшего данный вопрос. В сентябре 1816 года был назначен чрезвычайным посланником в курфюршестве Гессен, он оставался там до 1821 года. После этого занял должность командира дивизии и военного командира Троппау. После  пятидесяти лет службы вышел в отставку в 1822 году. 
Несмотря на свой выход на пенсию, по-прежнему занимал государственные должности в Вене. Например, он несколько раз был председателем военного апелляционного суда, реальным президентом которого император Франц I назначил его в 1833 году, после того как фельдмаршал Латтерманн подал в отставку с этого поста. В возрасте 85 лет ушел в отставку и с этой должности.
В 1835 году был произведён в фельдцейхмейстеры.
Умер в 1843 году на 90-м году жизни. Он был женат дважды, но обе жены умерли раньше него, не оставив ему детей.

## Награды
Австрийской империи:

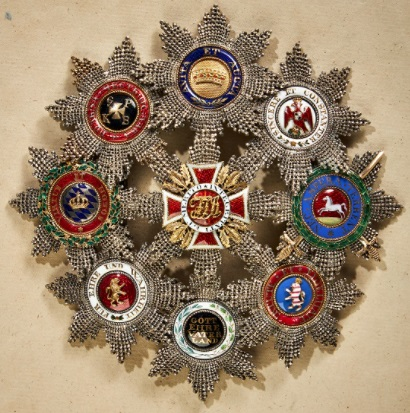
Звезды орденов барона фон Ваккан-Геозеллеса (по часовой стрелке): ордена Железной короны, ордена Красного орла, королевского Гвельфского ордена, ордена Золотого льва, ордена Людвига, ордена Церингенского льва, ордена Гражданских заслуг Баварской короны, ордена Святого Владимира. В центре звезда Австрийского орден Леопольда.

- Военный орден Марии Терезии рыцарский крест (24 мая 1809)[5]
- Королевский венгерский орден Святого Стефана рыцарский крест (1815)[6]
- Орден Железной короны 1-го класса (1816)[7]
- Австрийский императорский орден Леопольда большой крест (1839)[8]

Прочие:
- Орден «За военные заслуги» командорский крест 2-го класса (1799, королевство Вюртемберг)[9]
- Орден Святой Анны 1-й степени (17 сентября 1813, Российская империя)[10]
- Орден Святого Владимира 2-й степени (8 октября 1813, Российская империя)[11]
- Орден Красного орла 1-го класса (Королевство Пруссия)
- Орден Гражданских заслуг Баварской короны большой крест (1815, королевство Бавария)[12]
- Военный орден Максимилиана Иосифа командорский крест (королевство Бавария)[13]
- Королевский Гвельфский орден большой крест (1819, королевство Ганновер)[14]
- Орден Золотого льва большой крест (26 июля 1813, курфюршество Гессен)[15]
- Орден «Pour la vertu militaire» (21 декабря 1813, курфюршество Гессен)[16]
- Орден Железного шлема (18 июля 1816, курфюршество Гессен)[17]
- Орден Людвига большой крест (великое герцогство Гессен)[18]
- Орден Церингенского льва большой крест (1815, великое герцогство Баден)[19]